# Love Is Such A Lonely Sword
Love Is Such A Lonely Sword (El amor es como una espada solitaria) es el segundo sencillo del cuarto álbum de Blue System, Obsession. Es publicado en 1989 por Hanseatic M.V. y distribuido por BMG. La letra, música, arreglos y producción pertenecen a Dieter Bohlen, La coproducción estuvo a cargo de Luis Rodríguez.

## Producción
Esta canción fue grabada en varias versiones. Dieter y su equipo hicieron una sesión en Los Ángeles, otra en Londres y otra en su estudio de Hamburgo. Según Dieter, el mix final que aparece en el álbum contiene los mejores elementos de cada una de las tres grabaciones.
Particularmente, les costó mucho tiempo el encontrar la voz adecuada para el estribillo. Fue de repente cuando a Dieter se le vino una idea. Él conocía desde hacía mucho tiempo a una cantante de jazz sudafricana llamada Audrey Motaung. Con una llamada de teléfono fue suficiente. Espontáneamente ella dijo "¡Si!". Su voz le dio a la canción una fuerza adicional.

## Sencillos
7" Single Hansa 113 543, 13.08.1990
1. Love Is Such A Lonely Sword		4:15
2. Love Is Such A Lonely Sword (Instrumental)	3:54

12" Maxi Hansa 613 543, 13.08.1990
1. Love Is Such A Lonely Sword (Maxi Version)	6:26
2. Love Is Such A Lonely Sword (Radio Mix)	4:15
3. Love Is Such A Lonely Sword (Instrumental)	3:54

CD Single Hansa 663 543, 13.08.1990
1. Love Is Such A Lonely Sword (Maxi Version)	6:26
2. Love Is Such A Lonely Sword (Radio Mix)	4:15
3. Love Is Such A Lonely Sword (Instrumental)	3:54

## Charts
El sencillo permaneció 18 semanas en el chart alemán desde el 10 de septiembre de 1990 hasta el 20 de enero de 1991. Alcanzó el #16 como máxima posición.
| Chart (1990) | Máxima posición |
| ------------ | --------------- |
| Alemania     | 16              |
| Austria      | 13              |

## Créditos
- Composición - Dieter Bohlen
- Productor, arreglos - Dieter Bohlen
- Coproductor - Luis Rodriguez
- Fotografía - Esser & Strauß
- Diseño - Ariola-Studios
- Voz adicional - Audrey Moutang